# 30037 Rahulmehta
30037 Rahulmehta è un asteroide della fascia principale. Scoperto nel 2000, presenta un'orbita caratterizzata da un semiasse maggiore pari a 2,3024946 UA e da un'eccentricità di 0,0915458, inclinata di 4,52758° rispetto all'eclittica.